# Rally van Argentinië 2005
De Rally van Argentinië 2005, formeel 25º Rally Argentina, was de 25e editie van de Rally van Argentinië en de negende ronde van het wereldkampioenschap rally in 2005. Het was de 400e rally in het wereldkampioenschap rally die georganiseerd wordt door de Fédération Internationale de l'Automobile (FIA). De start en finish was in Villa Carlos Paz.

## Programma
| Etappe | Datum                           | Klassementsproeven | Competitieve afstand |
| ------ | ------------------------------- | ------------------ | -------------------- |
| 1      | Donderdag 14 en vrijdag 15 juli | 10                 | 162,50 kilometer     |
| 2      | Zaterdag 16 juli                | 7                  | 114,35 kilometer     |
| 3      | Zondag 17 juli                  | 5                  | 64,29 kilometer      |
|        |                                 |                    |                      |
| Totaal | Totaal                          | 22                 | 341,14 kilometer     |

## Resultaten
| Algemene top tien | Algemene top tien | Algemene top tien   | Algemene top tien          | Algemene top tien | Algemene top tien | Algemene top tien | Algemene top tien |
| Pos.              | #                 | Rijder              | Auto                       | Gr/kl             | Tijd              | Eerste            | Punten            |
| Pos.              | #                 | Navigator           | Inschrijving               | C                 | Straftijd         | Vorige            | Punten            |
| ----------------- | ----------------- | ------------------- | -------------------------- | ----------------- | ----------------- | ----------------- | ----------------- |
| 1.                | 1                 | Sébastien Loeb      | Citroën Xsara WRC          | A8                | 3:55:36,4         | 0:00              | 10                |
| 1.                | 1                 | Daniel Elena        | Citroën Total              | C                 |                   | =                 | 10                |
| 2.                | 7                 | Marcus Grönholm     | Peugeot 307 WRC            | A8                | 3:56:02,5         | + 26,1            | 8                 |
| 2.                | 7                 | Timo Rautiainen     | Marlboro Peugeot Total     | C                 |                   | + 26,1            | 8                 |
| 3.                | 5                 | Petter Solberg      | Subaru Impreza S11 WRC 05  | A8                | 3:56:41,7         | + 1:05,3          | 6                 |
| 3.                | 5                 | Phil Mills          | Subaru World Rally Team    | C                 | 0:10              | + 39,2            | 6                 |
| 4.                | 3                 | Toni Gardemeister   | Ford Focus RS WRC 04       | A8                | 3:58:14,4         | + 2:38,0          | 5                 |
| 4.                | 3                 | Jakke Honkanen      | BP Ford World Rally Team   | C                 |                   | + 1:32,7          | 5                 |
| 5.                | 9                 | Harri Rovanperä     | Mitsubishi Lancer WRC 05   | A8                | 3:58:20,0         | + 2:43,6          | 4                 |
| 5.                | 9                 | Risto Pietiläinen   | Mitsubishi Motors          | C                 |                   | + 5,6             | 4                 |
| 6.                | 8                 | Markko Märtin       | Peugeot 307 WRC            | A8                | 3:59:58,6         | + 4:22,2          | 3                 |
| 6.                | 8                 | Michael Park        | Marlboro Peugeot Total     | C                 |                   | + 1:38,6          | 3                 |
| 7.                | 2                 | François Duval      | Citroën Xsara WRC          | A8                | 4:01:05,5         | + 5:29,1          | 2                 |
| 7.                | 2                 | Sven Smeets         | Citroën Total              | C                 |                   | + 1:06,9          | 2                 |
| 8.                | 16                | Manfred Stohl       | Citroën Xsara WRC          | A8                | 4:01:19,3         | + 5:42,9          | 1                 |
| 8.                | 16                | Ilka Minor          | OMV World Rally Team       | A8                |                   | + 13,8            | 1                 |
| 9.                | 6                 | Chris Atkinson      | Subaru Impreza S11 WRC 05  | A8                | 4:01:35,6         | + 5:59,2          |                   |
| 9.                | 6                 | Glenn MacNeall      | Subaru World Rally Team    | C                 | 0:10              | + 16,3            |                   |
| 10.               | 17                | Xavier Pons         | Citroën Xsara WRC          | A8                | 4:04:01,5         | + 8:25,1          |                   |
| 10.               | 17                | Carlos del Barrio   | OMV World Rally Team       | A8                |                   | + 2:25,9          |                   |
| DNF top tien      |                   |                     |                            |                   |                   |                   |                   |
| Pos.              | #                 | Rijder              | Auto                       | Gr/kl             | KP                | Reden             | Reden             |
| Pos.              | #                 | Navigator           | Inschrijving               | C                 | KP                | Reden             | Reden             |
| DNF               | 10                | Gigi Galli          | Mitsubishi Lancer WRC 05   | A8                | 20                | Mechanisch        | Mechanisch        |
| DNF               | 10                | Guido D'Amore       | Mitsubishi Motors          | C                 | 20                | Mechanisch        | Mechanisch        |
| DNF               | 12                | Jani Paasonen       | Škoda Fabia WRC            | A8                | 5                 | Mechanisch        | Mechanisch        |
| DNF               | 12                | Jani Vainikka       | Škoda Motorsport           | C                 | 5                 | Mechanisch        | Mechanisch        |
| DNF               | 20                | Juan Pablo Raies    | Subaru Impreza S9 WRC 03   | A8                | 15                | Mechanisch        | Mechanisch        |
| DNF               | 20                | Jorge Pérez Companc | Juan Pablo Raies           | A8                | 15                | Mechanisch        | Mechanisch        |
| EX                | 37                | Mark Higgins        | Subaru Impreza WRX STi     | N4                | 22                | Uitgesloten       | Uitgesloten       |
| EX                | 37                | Trevor Agnew        | Mark Higgins               | N4                | 22                | Uitgesloten       | Uitgesloten       |
| EX                | 42                | Federico Villagra   | Mitsubishi Lancer Evo VIII | N4                | 22                | Uitgesloten       | Uitgesloten       |
| EX                | 42                | Javier Villagra     | Federico Villagra          | N4                | 22                | Uitgesloten       | Uitgesloten       |
| DNF               | 51                | Brice Tirabassi     | Subaru Impreza WRX STi     | N4                | 8                 | Mechanisch        | Mechanisch        |
| DNF               | 51                | Mathieu Baumel      | Brice Tirabassi            | N4                | 8                 | Mechanisch        | Mechanisch        |
| DNF               | 60                | Jari-Matti Latvala  | Subaru Impreza WRX STi     | N4                | 15                | Wielophanging     | Wielophanging     |
| DNF               | 60                | Miikka Anttila      | Jari-Matti Latvala         | N4                | 15                | Wielophanging     | Wielophanging     |
| DNF               | 62                | Luciano Bernardi    | Mitsubishi Lancer Evo VIII | N4                | 18                | Mechanisch        | Mechanisch        |
| DNF               | 62                | Santiago García     | Luciano Bernardi           | N4                | 18                | Mechanisch        | Mechanisch        |
| DNF               | 66                | Gonzalo Alenaz      | Subaru Impreza WRX STi     | N4                | 3                 | Mechanisch        | Mechanisch        |
| DNF               | 66                | Laureano Grigera    | Gonzalo Alenaz             | N4                | 3                 | Mechanisch        | Mechanisch        |
| DNF               | 68                | Victor Galeano      | Mitsubishi Lancer Evo VI   | N4                | 20                | Mechanisch        | Mechanisch        |
| DNF               | 68                | Hector Nunes        | Victor Galeano             | N4                | 20                | Mechanisch        | Mechanisch        |

| PWRC top drie | PWRC top drie         | PWRC top drie |
| Pos.          | Rijder                | Pnt.          |
| ------------- | --------------------- | ------------- |
| 1             | Nasser Al-Attiyah     | 10            |
| 2             | Angelo Medeghini      | 8             |
| 3             | Luis Ignacio Rosselot | 6             |

## Statistieken

#### Klassementsproeven
| Etappe | Datum   | KP | Starttijd | Naam                                          | Lengte   | Snelste rijder    | Tijd    | Gem. snelheid | Rallyleider     |
| ------ | ------- | -- | --------- | --------------------------------------------- | -------- | ----------------- | ------- | ------------- | --------------- |
| 1      | 14 juli | 1  | 19:05     | Super Especial Complejo Pro-Racing (Lane A) 1 | 3,02 km  | Marcus Grönholm   | 2:09,3  | 84,08 km/u    | Marcus Grönholm |
| 1      | 14 juli | 2  | 19:10     | Super Especial Complejo Pro-Racing (Lane B) 1 | 3,02 km  | Petter Solberg    | 2:09,1  | 84,21 km/u    | Petter Solberg  |
| 1      | 15 juli | 3  | 8:27      | Carlos Paz - Cabalango 1                      | 14,51 km | Petter Solberg    | 9:51,7  | 88,28 km/u    | Petter Solberg  |
| 1      | 15 juli | 4  | 9:53      | La Cumbre - Agua de Oro 1                     | 21,18 km | Sébastien Loeb    | 17:48,8 | 71,34 km/u    | Sébastien Loeb  |
| 1      | 15 juli | 5  | 10:43     | Ascochinga - La Cumbre 1                      | 28,74 km | Sébastien Loeb    | 18:15,3 | 94,46 km/u    | Sébastien Loeb  |
| 1      | 15 juli | 6  | 11:46     | Villa Giardino - La Falda 1                   | 15,50 km | Sébastien Loeb    | 10:50,8 | 85,74 km/u    | Sébastien Loeb  |
| 1      | 15 juli | 7  | 14:44     | La Cumbre - Agua de Oro 2                     | 21,18 km | Marcus Grönholm   | 17:33,2 | 72,40 km/u    | Sébastien Loeb  |
| 1      | 15 juli | 8  | 15:34     | Ascochinga - La Cumbre 2                      | 28,74 km | Sébastien Loeb    | 17:57,7 | 96,00 km/u    | Sébastien Loeb  |
| 1      | 15 juli | 9  | 16:37     | Villa Giardino - La Falda 2                   | 15,50 km | Sébastien Loeb    | 10:53,3 | 85,41 km/u    | Sébastien Loeb  |
| 1      | 15 juli | 10 | 17:09     | Valle Hermoso - Casa Grande 1                 | 10,95 km | Sébastien Loeb    | 7:02,6  | 93,28 km/u    | Sébastien Loeb  |
|        |         |    |           |                                               |          |                   |         |               | Sébastien Loeb  |
| 2      | 16 juli | 11 | 9:00      | Santa Rosa de Calamuchita - San Agustin 1     | 21,41 km | Petter Solberg    | 13:04,3 | 98,27 km/u    | Sébastien Loeb  |
| 2      | 16 juli | 12 | 9:53      | Las Bajadas - Villa del Dique                 | 16,35 km | Marcus Grönholm   | 8:41,0  | 112,98 km/u   | Sébastien Loeb  |
| 2      | 16 juli | 13 | 10:39     | Amboy - Santa Monica                          | 20,29 km | Marcus Grönholm   | 10:26,5 | 116,59 km/u   | Sébastien Loeb  |
| 2      | 16 juli | 14 | 11:59     | Santa Rosa de Calamuchita - San Agustin 2     | 21,41 km | Marcus Grönholm   | 12:59,0 | 98,94 km/u    | Sébastien Loeb  |
| 2      | 16 juli | 15 | 15:14     | Carlos Paz - Cabalango 2                      | 14,51 km | Sébastien Loeb    | 9:56,4  | 87,59 km/u    | Sébastien Loeb  |
| 2      | 16 juli | 16 | 15:47     | Tanti - Cosquin                               | 9,43 km  | Sébastien Loeb    | 5:53,4  | 96,06 km/u    | Sébastien Loeb  |
| 2      | 16 juli | 17 | 16:40     | Valle Hermoso - Casa Grande 2                 | 10,95 km | Marcus Grönholm   | 7:41,0  | 85,51 km/u    | Sébastien Loeb  |
|        |         |    |           |                                               |          |                   |         |               | Sébastien Loeb  |
| 3      | 17 juli | 18 | 8:30      | El Condor - Copina 1                          | 16,82 km | Sébastien Loeb    | 13:45,5 | 73,35 km/u    | Sébastien Loeb  |
| 3      | 17 juli | 19 | 10:10     | Mina Clavero - Giulio Cesare                  | 24,45 km | Toni Gardemeister | 19:48,4 | 74,07 km/u    | Sébastien Loeb  |
| 3      | 17 juli | 20 | 10:57     | El Condor - Copina 2                          | 16,82 km | Petter Solberg    | 13:36,8 | 74,13 km/u    | Sébastien Loeb  |
| 3      | 17 juli | 21 | 13:05     | Super Especial Complejo Pro-Racing (Lane A) 2 | 3,02 km  | Harri Rovanperä   | 2:09,3  | 84,08 km/u    | Sébastien Loeb  |
| 3      | 17 juli | 22 | 13:10     | Super Especial Complejo Pro-Racing (Lane B) 2 | 3,02 km  | Petter Solberg    | 2:08,9  | 84,34 km/u    | Sébastien Loeb  |

| KP overwinningen  | KP overwinningen |
| Rijder            | Aantal           |
| ----------------- | ---------------- |
| Sébastien Loeb    | 9                |
| Marcus Grönholm   | 6                |
| Petter Solberg    | 5                |
| Toni Gardemeister | 1                |
| Harri Rovanperä   | 1                |

## Kampioenschap standen

#### Rijders
|   | Pos. | Rijder            | Pnt. |
| - | ---- | ----------------- | ---- |
| = | 1    | Sébastien Loeb    | 75   |
| = | 2    | Petter Solberg    | 48   |
| 2 | 3    | Marcus Grönholm   | 45   |
| 1 | 4    | Toni Gardemeister | 44   |
| 1 | 5    | Markko Märtin     | 42   |

#### Constructeurs
|   | Pos. | Constructeur             | Pnt. |
| - | ---- | ------------------------ | ---- |
| = | 1    | Citroën Total            | 96   |
| = | 2    | Malboro Peugeot Total    | 90   |
| = | 3    | BP Ford World Rally Team | 62   |
| = | 4    | Subaru World Rally Team  | 54   |
| = | 5    | Mitsubishi Motors        | 41   |

- Noot: Enkel de top 5-posities worden in beide standen weergegeven.